# Grebenac
Grebenac (izvirno srbsko Гребенац) je naselje v Srbiji, ki upravno spada pod Občino Bela Crkva; slednja pa je del Južnobanatskega upravnega okraja.

## Demografija
V naselju živi 800 polnoletnih prebivalcev, pri čemer je njihova povprečna starost 42,0 let (40,7 pri moških in 43,1 pri ženskah). Naselje ima 340 gospodinjstev, pri čemer je povprečno število članov na gospodinjstvo 2,99.
To naselje je v glavnem romunsko (glede na popis iz leta 2002), a v času zadnjih treh popisov je opazno zmanjšanje števila prebivalcev.
|  |

| Demografija | Demografija     | Demografija     |
| Leto        | Št. prebivalcev | Št. prebivalcev |
| ----------- | --------------- | --------------- |
|             |                 |                 |
|             |                 |                 |
|             |                 |                 |
|             |                 |                 |
| 1948        | 2127            |                 |
| 1953        | 2173            |                 |
| 1961        | 2129            |                 |
| 1971        | 2040            |                 |
| 1981        | 1893            |                 |
| 1991        | 1608            | 1267            |
| 2002        | 1464            | 1017            |
|             |                 |                 |

| Etnična sestava po popisu iz leta 2002 | Etnična sestava po popisu iz leta 2002 | Etnična sestava po popisu iz leta 2002 | Etnična sestava po popisu iz leta 2002 | Etnična sestava po popisu iz leta 2002 |
| -------------------------------------- | -------------------------------------- | -------------------------------------- | -------------------------------------- | -------------------------------------- |
| Romuni                                 | Romuni                                 |                                        | 837                                    | 82,30%                                 |
| Srbi                                   | Srbi                                   |                                        | 100                                    | 9,83%                                  |
| Romi                                   | Romi                                   |                                        | 51                                     | 5,01%                                  |
| Madžari                                | Madžari                                |                                        | 9                                      | 0,88%                                  |
| Makedonci                              | Makedonci                              |                                        | 4                                      | 0,39%                                  |
| Hrvati                                 | Hrvati                                 |                                        | 2                                      | 0,19%                                  |
| Nemci                                  | Nemci                                  |                                        | 1                                      | 0,09%                                  |
| Jugoslovani                            | Jugoslovani                            |                                        | 1                                      | 0,09%                                  |
| Neznano                                | Neznano                                |                                        | 11                                     | 1,08%                                  |